# Grand Prix Włoch 2005

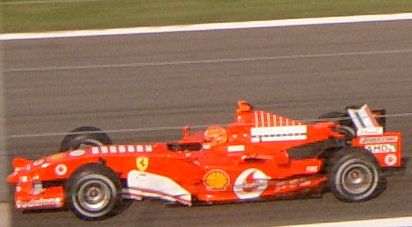
Michael Schumacher podczas Grand Prix Włoch 2005

Wyniki Grand Prix Włoch, piętnastej rundy Mistrzostw Świata Formuły 1 w sezonie 2005.

## Wyniki sesji
| Legenda oznaczeń w tabelach wyników Wyświetl szablon na nowej stronie | Legenda oznaczeń w tabelach wyników Wyświetl szablon na nowej stronie                                                                     |
| Oznaczenie                                                            | Wyjaśnienie |
| --------------------------------------------------------------------- | --- |
| Złoty                                                                 | Zwycięzca lub mistrzostwo |
| Srebrny                                                               | 2. miejsce lub wicemistrzostwo |
| Brązowy                                                               | 3. miejsce lub II wicemistrzostwo |
| Zielony                                                               | Ukończył, punktował (w klasyfikacji generalnej, gdy zdobył co najmniej jeden punkt na przestrzeni sezonu, poza trzema powyższymi opcjami) |
| Niebieski                                                             | Ukończył, nie punktował (w klasyfikacji generalnej, gdy nie zdobył co najmniej jednego punktu na przestrzeni sezonu)                      |
| Czerwony                                                              | Nie zakwalifikował się (NZ) |
| Czerwony                                                              | Nie prekwalifikował się (NPK) |
| Różowy                                                                | Nie ukończył (NU) |
| Różowy                                                                | Niesklasyfikowany (NS) (w klasyfikacji generalnej, gdy nie został sklasyfikowany w żadnym wyścigu sezonu)                                 |
| Czarny                                                                | Zdyskwalifikowany (DK) |
| Czarny                                                                | Wykluczony (WYK/EX) |
| Biały                                                                 | Nie wystartował (NW) |
| Biały                                                                 | Kontuzjowany (K/INJ) |
| Biały                                                                 | Wyścig odwołany (OD/C) |
| Bez koloru                                                            | Został wycofany (WYC/WD) |
| Bez koloru                                                            | Nie przybył (NP/DNA) |
| Bez koloru                                                            | Nie brał udziału w treningach (NT/DNP) |
| Bez koloru                                                            | Nie został zgłoszony (–) |
| Pogrubienie                                                           | Start z pole position |
| Kursywa                                                               | Najszybsze okrążenie wyścigu |
| †                                                                     | Nie ukończył, ale jego rezultat został zaliczony ze względu na przejechanie więcej niż 90% dystansu wyścigu.                              |
| *                                                                     | Sezon w trakcie |
| 1/2/3                                                                 | Punktowana pozycja w sprincie kwalifikacyjnym                                                                                             |
| Lista systemów punktacji Formuły 1                                    | |

### Sesje treningowe
| Sesja | Nr | Kierowca         | Konstruktor      | Czas     |
| ----- | -- | ---------------- | ---------------- | -------- |
| 1     | 35 | Pedro de la Rosa | McLaren Mercedes | 1:20.201 |
| 2     | 38 | Ricardo Zonta    | Toyota           | 1:20.531 |
| 3     | 9  | Kimi Räikkönen   | McLaren Mercedes | 1:22.415 |
| 4     | 9  | Kimi Räikkönen   | McLaren Mercedes | 1:20.916 |

### Kwalifikacje
| P  | Imię i nazwisko      | Kraj            | Nazwa stajni             | Opony       | Okr. | Czas     | Strata   |
| -- | -------------------- | --------------- | ------------------------ | ----------- | ---- | -------- | -------- |
| 1  | Kimi Räikkönen       | Finlandia       | McLaren-Mercedes         | Michelin    | 3    | 1:20.878 |          |
| 2  | Juan Pablo Montoya   | Kolumbia        | McLaren-Mercedes         | Michelin    | 3    | 1:21.054 | 0:00.176 |
| 3  | Fernando Alonso      | Hiszpania       | Renault                  | Michelin    | 3    | 1:21.319 | 0:00.441 |
| 4  | Jenson Button        | Wielka Brytania | B.A.R.-Honda             | Michelin    | 3    | 1:21.369 | 0:00.491 |
| 5  | Takuma Satō          | Japonia         | B.A.R.-Honda             | Michelin    | 3    | 1:21.477 | 0:00.599 |
| 6  | Jarno Trulli         | Włochy          | Toyota                   | Michelin    | 3    | 1:21.640 | 0:00.762 |
| 7  | Michael Schumacher   | Niemcy          | Ferrari                  | Bridgestone | 3    | 1:21.721 | 0:00.843 |
| 8  | Rubens Barrichello   | Brazylia        | Ferrari                  | Bridgestone | 3    | 1:21.962 | 0:01.084 |
| 9  | Giancarlo Fisichella | Włochy          | Renault                  | Michelin    | 3    | 1:22.068 | 0:01.190 |
| 10 | Ralf Schumacher      | Niemcy          | Toyota                   | Michelin    | 3    | 1:22.266 | 0:01.388 |
| 11 | David Coulthard      | Wielka Brytania | Red Bull Racing-Cosworth | Michelin    | 3    | 1:22.304 | 0:01.426 |
| 12 | Jacques Villeneuve   | Kanada          | Sauber-Petronas          | Michelin    | 3    | 1:22.356 | 0:01.478 |
| 13 | Christian Klien      | Austria         | Red Bull Racing-Cosworth | Michelin    | 3    | 1:22.532 | 0:01.654 |
| 14 | Mark Webber          | Australia       | Williams-BMW             | Michelin    | 3    | 1:22.560 | 0:01.682 |
| 15 | Felipe Massa         | Brazylia        | Sauber-Petronas          | Michelin    | 3    | 1:23.060 | 0:02.192 |
| 16 | Antônio Pizzonia     | Brazylia        | Williams-BMW             | Michelin    | 3    | 1:23.291 | 0:02.413 |
| 17 | Tiago Monteiro       | Portugalia      | Jordan-Toyota            | Bridgestone | 3    | 1:24.666 | 0:03.788 |
| 18 | Robert Doornbos      | Holandia        | Minardi-Cosworth         | Bridgestone | 3    | 1:24.904 | 0:04.026 |
| 19 | Narain Karthikeyan   | Indie           | Jordan-Toyota            | Bridgestone | 3    | 1:25.964 | 0:04.981 |
| 20 | Christijan Albers    | Holandia        | Minardi-Cosworth         | Bridgestone | 3    | 1:26.964 | 0:06.086 |

### Wyścig
| P  | + / –     | Nr | Kierowca             | Konstruktor       | Opony | Okr. | Czas / Strata | Komentarz |
| -- | --------- | -- | -------------------- | ----------------- | ----- | ---- | ------------- | --------- |
| 1  | Bez zmian | 10 | Juan Pablo Montoya   | McLaren-Mercedes  | M     | 53   | 1h14:28.659   |           |
| 2  | Bez zmian | 5  | Fernando Alonso      | Renault           | M     | 53   | +0:02.479     |           |
| 3  | 5         | 6  | Giancarlo Fisichella | Renault           | M     | 53   | +0:17.975     |           |
| 4  | 7         | 9  | Kimi Räikkönen       | McLaren-Mercedes  | M     | 53   | +0:22.775     |           |
| 5  | Bez zmian | 16 | Jarno Trulli         | Toyota            | M     | 53   | +0:33.786     |           |
| 6  | 3         | 17 | Ralf Schumacher      | Toyota            | M     | 53   | +0:43.925     |           |
| 7  | 9         | 8  | Antônio Pizzonia     | Williams-BMW      | M     | 53   | +0:44.643     |           |
| 8  | 5         | 3  | Jenson Button        | BAR-Honda         | M     | 53   | +1:03.635     |           |
| 9  | 6         | 11 | Felipe Massa         | Sauber-Petronas   | M     | 53   | +1:15.413     |           |
| 10 | 4         | 1  | Michael Schumacher   | Ferrari           | B     | 53   | +1:36.070     |           |
| 11 | 1         | 12 | Jacques Villeneuve   | Sauber-Petronas   | M     | 52   | +1 okr.       |           |
| 12 | 5         | 2  | Rubens Barrichello   | Ferrari           | B     | 52   | +1 okr.       |           |
| 13 | Bez zmian | 15 | Christian Klien      | Red Bull-Cosworth | M     | 52   | +1 okr.       |           |
| 14 | Bez zmian | 7  | Mark Webber          | Williams-BMW      | M     | 52   | +1 okr.       |           |
| 15 | 5         | 14 | David Coulthard      | Red Bull-Cosworth | M     | 52   | +1 okr.       |           |
| 16 | 12        | 4  | Takuma Satō          | BAR-Honda         | M     | 52   | +1 okr.       |           |
| 17 | Bez zmian | 18 | Tiago Monteiro       | Jordan-Toyota     | B     | 51   | +2 okr.       |           |
| 18 | Bez zmian | 21 | Robert Doornbos      | Minardi-Cosworth  | B     | 51   | +2 okr.       |           |
| 19 | 1         | 20 | Christijan Albers    | Minardi-Cosworth  | B     | 51   | +1 okr.       | [ 2 ]     |
| 20 | 1         | 19 | Narain Karthikeyan   | Jordan-Toyota     | B     | 50   | +3 okr.       |           |
| P  | + / –     | Nr | Kierowca             | Konstruktor       | Opony | Okr. | Czas / Strata | Komentarz |

## Klasyfikacja po wyścigu

### Kierowcy
| P  | +/- | Imię i nazwisko      | Kraj            | Stajnia                  | PKT | 1 miejsca | 2 miejsca | 3 miejsca | P. pos |
| -- | --- | -------------------- | --------------- | ------------------------ | --- | --------- | --------- | --------- | ------ |
| 1  | 0   | Fernando Alonso      | Hiszpania       | Renault                  | 103 | 6         | 4         | 1         | 4      |
| 2  | 0   | Kimi Räikkönen       | Finlandia       | McLaren-Mercedes         | 76  | 5         | 1         | 2         | 6      |
| 3  | 0   | Michael Schumacher   | Niemcy          | Ferrari                  | 55  | 1         | 3         | 1         | 1      |
| 4  | 0   | Juan Pablo Montoya   | Kolumbia        | McLaren-Mercedes         | 50  | 2         | 1         | 1         | 0      |
| 5  | 0   | Jarno Trulli         | Włochy          | Toyota                   | 43  | 0         | 2         | 1         | 1      |
| 6  | 0   | Giancarlo Fisichella | Włochy          | Renault                  | 41  | 1         | 0         | 1         | 1      |
| 7  | 0   | Ralf Schumacher      | Niemcy          | Toyota                   | 35  | 0         | 0         | 1         | 0      |
| 8  | 0   | Rubens Barrichello   | Brazylia        | Ferrari                  | 31  | 0         | 2         | 2         | 0      |
| 9  | 0   | Nick Heidfeld        | Niemcy          | Williams-BMW             | 28  | 0         | 2         | 1         | 1      |
| 10 | +1  | Jenson Button        | Wielka Brytania | B.A.R.-Honda             | 24  | 0         | 0         | 1         | 1      |
| 11 | 0   | Mark Webber          | Australia       | Williams-BMW             | 24  | 0         | 0         | 1         | 0      |
| 12 | 0   | David Coulthard      | Wielka Brytania | Red Bull Racing-Cosworth | 21  | 0         | 0         | 0         | 0      |
| 13 | 0   | Felipe Massa         | Brazylia        | Sauber-Petronas          | 8   | 0         | 0         | 0         | 0      |
| 14 | 0   | Jacques Villeneuve   | Kanada          | Sauber-Petronas          | 6   | 0         | 0         | 0         | 0      |
| 15 | 0   | Tiago Monteiro       | Portugalia      | Jordan-Toyota            | 6   | 0         | 0         | 1         | 0      |
| 16 | 0   | Alexander Wurz       | Austria         | McLaren-Mercedes         | 6   | 0         | 0         | 1         | 0      |
| 17 | 0   | Christian Klien      | Austria         | Red Bull Racing-Cosworth | 5   | 0         | 0         | 0         | 0      |
| 18 | 0   | Narain Karthikeyan   | Indie           | Jordan-Toyota            | 5   | 0         | 0         | 0         | 0      |
| 19 | 0   | Christijan Albers    | Holandia        | Minardi-Cosworth         | 4   | 0         | 0         | 0         | 0      |
| 20 | 0   | Pedro de la Rosa     | Hiszpania       | McLaren-Mercedes         | 4   | 0         | 0         | 0         | 0      |
| 21 | 0   | Patrick Friesacher   | Austria         | Minardi-Cosworth         | 3   | 0         | 0         | 0         | 0      |
| 22 | N   | Antônio Pizzonia     | Brazylia        | Williams-BMW             | 2   | 0         | 0         | 0         | 0      |
| 23 | -1  | Takuma Satō          | Japonia         | B.A.R.-Honda             | 1   | 0         | 0         | 0         | 0      |
| 24 | -1  | Vitantonio Liuzzi    | Włochy          | Red Bull Racing-Cosworth | 1   | 0         | 0         | 0         | 0      |

### Konstruktorzy
| P  | +/- | Nazwa stajni             | PKT | 1 miejsca | 2 miejsca | 3 miejsca |
| -- | --- | ------------------------ | --- | --------- | --------- | --------- |
| 1  | 0   | Renault                  | 144 | 7         | 4         | 2         |
| 2  | 0   | McLaren-Mercedes         | 136 | 7         | 2         | 4         |
| 3  | 0   | Ferrari                  | 86  | 1         | 5         | 3         |
| 4  | 0   | Toyota                   | 78  | 0         | 2         | 2         |
| 5  | 0   | Williams-BMW             | 54  | 0         | 2         | 2         |
| 6  | 0   | Red Bull Racing-Cosworth | 27  | 0         | 0         | 0         |
| 7  | 0   | B.A.R.-Honda             | 25  | 0         | 0         | 1         |
| 8  | 0   | Sauber-Petronas          | 14  | 0         | 0         | 0         |
| 9  | 0   | Jordan-Toyota            | 11  | 0         | 0         | 1         |
| 10 | 0   | Minardi-Cosworth         | 7   | 0         | 0         | 0         |